# Eriococcus spiniferus
Eriococcus spiniferus är en insektsart som först beskrevs av Borchsenius 1949.  Eriococcus spiniferus ingår i släktet Eriococcus och familjen filtsköldlöss. Inga underarter finns listade i Catalogue of Life.